# Olympische Winterspiele 2022/Teilnehmer (Ungarn)
| Gelbes Symbol für Goldmedaillen mit stilisierten Olympischen Ringen | Graues Symbol für Silbermedaillen mit stilisierten Olympischen Ringen | Braundes Symbol für Bronzemedaillen mit stilisierten Olympischen Ringen |
| ------------------------------------------------------------------- | --------------------------------------------------------------------- | ----------------------------------------------------------------------- |
| 1                                                                   | —                                                                     | 2                                                                       |

Ungarn nahm an den Olympischen Winterspielen 2022 in Peking teil. Es war die 24. Teilnahme des Landes an Olympischen Winterspielen. Das ungarische Team bestand aus acht Männern und sechs Frauen, die in insgesamt fünf Sportarten angetreten waren.

## Medaillen

### Medaillenspiegel
| Rang   | Sportart   | Gold | Silber | Bronze | Gesamt |
| ------ | ---------- | ---- | ------ | ------ | ------ |
| 1      | Shorttrack | 1    | —      | 2      | 3      |
| Gesamt | Gesamt     | 1    | 0      | 2      | 3      |

### Medaillengewinner
| Namen                                                                                          | Sportart   | Wettkampf            |
| ---------------------------------------------------------------------------------------------- | ---------- | -------------------- |
| Gold                                                                                           |            |                      |
| Shaoang Liu                                                                                    | Shorttrack | 500 m                |
| Bronze                                                                                         |            |                      |
| Petra Jászapáti Zsófia Kónya Shaoang Liu Shaolin Sándor Liu John-Henry Krueger (Viertelfinale) | Shorttrack | 2000 m Mixed-Staffel |
| Shaoang Liu                                                                                    | Shorttrack | 1000 m               |

## Teilnehmer nach Sportarten

### Eiskunstlauf
| Athleten                        | Wettbewerbe | Kurzprogramm     | Kurzprogramm     | Kür              | Kür              | Gesamt           | Gesamt           |
| Athleten                        | Wettbewerbe | Punkte           | Rang             | Punkte           | Rang             | Punkte           | Rang             |
| ------------------------------- | ----------- | ---------------- | ---------------- | ---------------- | ---------------- | ---------------- | ---------------- |
| Mixed                           |             |                  |                  |                  |                  |                  |                  |
| Ioulia Chtchetinina Márk Magyar | Paarlauf    | nicht angetreten | nicht angetreten | nicht angetreten | nicht angetreten | nicht angetreten | nicht angetreten |

Márk Magyar konnte wegen eines positiven Tests auf SARS-CoV-2 nicht antreten.

### Shorttrack
| Athlet                                                                                         | Wettbewerb     | Vorlauf      | Vorlauf      | Viertelfinale | Viertelfinale | Halbfinale    | Halbfinale    | Finale A/B             | Finale A/B    | Rang         |
| Athlet                                                                                         | Wettbewerb     | Zeit         | Rang         | Zeit          | Rang          | Zeit          | Rang          | Zeit                   | Rang          | Rang         |
| ---------------------------------------------------------------------------------------------- | -------------- | ------------ | ------------ | ------------- | ------------- | ------------- | ------------- | ---------------------- | ------------- | ------------ |
| Frauen                                                                                         |                |              |              |               |               |               |               |                        |               |              |
| Petra Jászapáti                                                                                | 500 m          | 42,848 s     | 2            | 43,476 s      | 1             | 43,198 s      | 3             | B-Finale: 43,004 s     | 3             | 7            |
| Petra Jászapáti                                                                                | 1000 m         | 1:28,392 min | 2            | 1:28,786 min  | 3             | 1:28,827 min  | 5             | B-Finale: 1:30,249 min | 4             | 8            |
| Petra Jászapáti                                                                                | 1500 m         | —            | —            | 2:22,115 min  | 2             | PEN           | PEN           | ausgeschieden          | ausgeschieden | 22           |
| Zsófia Kónya                                                                                   | 500 m          | 43,905 s     | 3            | ausgeschieden | ausgeschieden | ausgeschieden | ausgeschieden | ausgeschieden          | ausgeschieden | 21           |
| Zsófia Kónya                                                                                   | 1000 m         | keine Zeit   | 4            | ausgeschieden | ausgeschieden | ausgeschieden | ausgeschieden | ausgeschieden          | ausgeschieden | 29           |
| Zsófia Kónya                                                                                   | 1500 m         | —            | —            | PEN           | PEN           | ausgeschieden | ausgeschieden | ausgeschieden          | ausgeschieden | PEN          |
| Männer                                                                                         |                |              |              |               |               |               |               |                        |               |              |
| Shaolin Sándor Liu                                                                             | 500 m          | 40,948 s     | 1            | 40,700 s      | 4             | ausgeschieden | ausgeschieden | ausgeschieden          | ausgeschieden | 13           |
| Shaolin Sándor Liu                                                                             | 1000 m         | 1:25,262 min | 1            | 1:55,248 min  | 3             | 1:23,567 min  | 1             | A-Finale: YC           | A-Finale: YC  | YC           |
| Shaolin Sándor Liu                                                                             | 1500 m         | —            | —            | 2:09,213 min  | 1             | 2:10,685 min  | 2             | A-Finale: 2:09,953 min | 6             | 6            |
| Shaoang Liu                                                                                    | 500 m          | 40,797 s     | 1            | 40,386 s      | 1             | 40,157 s      | 1             | A-Finale: 40,338 s     | 1             | Gold         |
| Shaoang Liu                                                                                    | 1000 m         | 1:23,796 min | 1            | 1:23,940 min  | 2             | 1:35,384 min  | 5             | A-Finale: 1:35,693 min | 3             | Bronze       |
| Shaoang Liu                                                                                    | 1500 m         | —            | —            | 2:15,376 min  | 2             | 2:12,519 min  | 1             | A-Finale: 2:09,409 min | 4             | 4            |
| John-Henry Krueger                                                                             | 500 m          | 40,407 s     | 2            | 40,844 s      | 5             | ausgeschieden | ausgeschieden | ausgeschieden          | ausgeschieden | 17           |
| John-Henry Krueger                                                                             | 1000 m         | 1:25,236 min | 1            | PEN           | PEN           | ausgeschieden | ausgeschieden | ausgeschieden          | ausgeschieden | 14           |
| John-Henry Krueger                                                                             | 1500 m         | —            | —            | 2:12,525 min  | 3             | 2:18,671 min  | 5             | B-Finale: 2:18,059 min | 1             | 11           |
| Alex Varnyú                                                                                    | ohne Einsatz   | ohne Einsatz | ohne Einsatz | ohne Einsatz  | ohne Einsatz  | ohne Einsatz  | ohne Einsatz  | ohne Einsatz           | ohne Einsatz  | ohne Einsatz |
| Shaoang Liu Shaolin Sándor Liu John-Henry Krueger Bence Nógrádi                                | 5000 m Staffel | —            | —            | —             | —             | 6:45,172 min  | 4             | B-Finale: 6:39,713 min | 1             | 6            |
| Mixed                                                                                          |                |              |              |               |               |               |               |                        |               |              |
| Petra Jászapáti Zsófia Kónya Shaoang Liu Shaolin Sándor Liu John-Henry Krueger (Viertelfinale) | 2000 m Staffel | —            | —            | 2:38,396 min  | 5             | 2:38,052 min  | 3             | 2:40,900 min           | 3             | Bronze       |

### Ski Alpin
| Athleten      | Wettbewerbe  | 1. Lauf     | 1. Lauf | 2. Lauf       | 2. Lauf       | Gesamt        | Gesamt        |
| Athleten      | Wettbewerbe  | Zeit        | Rang    | Zeit          | Rang          | Zeit          | Rang          |
| ------------- | ------------ | ----------- | ------- | ------------- | ------------- | ------------- | ------------- |
| Frauen        |              |             |         |               |               |               |               |
| Zita Tóth     | Riesenslalom | DNF         | DNF     | ausgeschieden | ausgeschieden | ausgeschieden | ausgeschieden |
| Zita Tóth     | Slalom       | 57,97 s     | 44      | 57,89 s       | 40            | 1:55,86 min   | 40            |
| Männer        |              |             |         |               |               |               |               |
| Márton Kékesi | Riesenslalom | 1:14,47 min | 39      | 1:19,07 min   | 34            | 2:33,54 min   | 34            |
| Márton Kékesi | Slalom       | 1:01,85 min | 40      | 56,12 s       | 32            | 1:57,97 min   | 33            |

### Skilanglauf
| Athleten   | Wettbewerb        | Zeit        | Rang |
| ---------- | ----------------- | ----------- | ---- |
| Frauen     |                   |             |      |
| Sára Pónya | 10 km Klassisch   | 41:13,6 min | 97   |
| Männer     |                   |             |      |
| Ádám Kónya | 15 km Klassisch   | 45:48,9 min | 80   |
| Ádám Kónya | 50 km Freier Stil | 1:25:21,4 h | 55   |

| Athleten   | Wettbewerbe | Qualifikation | Qualifikation | Viertelfinale | Viertelfinale | Halbfinale    | Halbfinale    | Finale        | Finale        | Rang |
| Athleten   | Wettbewerbe | Zeit          | Rang          | Zeit          | Rang          | Zeit          | Rang          | Zeit          | Rang          | Rang |
| ---------- | ----------- | ------------- | ------------- | ------------- | ------------- | ------------- | ------------- | ------------- | ------------- | ---- |
| Männer     |             |               |               |               |               |               |               |               |               |      |
| Ádám Kónya | Sprint      | 3:09,43 min   | 72            | ausgeschieden | ausgeschieden | ausgeschieden | ausgeschieden | ausgeschieden | ausgeschieden | 72   |

### Snowboard
| Athleten         | Wettbewerbe | Qualifikation | Qualifikation | Finale        | Finale        | Rang |
| Athleten         | Wettbewerbe | Punkte        | Rang          | Punkte        | Rang          | Rang |
| ---------------- | ----------- | ------------- | ------------- | ------------- | ------------- | ---- |
| Frauen           |             |               |               |               |               |      |
| Kamilla Kozuback | Big Air     | 110,50        | 17            | ausgeschieden | ausgeschieden | 17   |
| Kamilla Kozuback | Halfpipe    | 35,50         | 19            | ausgeschieden | ausgeschieden | 19   |
| Kamilla Kozuback | Slopestyle  | 21,95         | 28            | ausgeschieden | ausgeschieden | 28   |